# Dudleya campanulata
Dudleya campanulata är en fetbladsväxtart som beskrevs av R. Moran. Dudleya campanulata ingår i släktet Dudleya och familjen fetbladsväxter. Inga underarter finns listade i Catalogue of Life.